# Tossal Rodó (Guardiola de Berguedà)
El Tossal Rodó és una muntanya de 1.252 metres que es troba al municipi de Guardiola de Berguedà, a la comarca catalana del Berguedà.